# Масловка (Тамалинский район)
Масловка — село Ульяновского сельсовета Тамалинского района Пензенской области. На 1 января 2004 года — 30 хозяйств, 68 жителей.

## География
Село расположено на северо-западе Тамалинского района, на правом берегу реки Сюверни, расстояние до центра сельсовета села Ульяновка — 15 км, расстояние до районного центра пгт. Тамала — 30 км.

## История
По исследованиям историка — краеведа Полубоярова М. С., село основано между 1747 и 1762 годами помещиком у реки Масловка и оврага Маслова как Гусевский Выселок из села Доньшино (ныне Белинского района). В 1796 году — в составе Чембарского уезда Пензенской губернии, в 1912 году входила в Маченскую волость Чембарского уезда как деревня Масловка, Гусевка тож. В 1930-х годах — центр сельсовета, в 1955 году — в Белинском районе, в 1966 году передано в Тамалинский район. До 2010 года — входило в Каменский сельсовет. Согласно Закону Пензенской области № 1992-ЗПО от 22 декабря 2010 года Каменский сельсовет упразднён, село передано в Ульяновский сельский совет.
В 50-х годах XX века в селе располагалась центральная усадьба колхоза «Заря коммунизма» Белинского района.

## Численность населения
| 1896 | 1911 | 1926 | 1930 | 1939 | 1951 | 1959 |
| ---- | ---- | ---- | ---- | ---- | ---- | ---- |
| 42   | ↗488 | ↗567 | ↗699 | ↘390 | ↘212 | ↗223 |
| 1979 | 1989 | 1996 | 2002 | 2010 |      |      |
| ↘150 | ↘90  | ↘89  | ↘70  | ↘50  |      |      |

## Улицы
- Масловская.

## Известные уроженцы
- Мацыгин Пётр Иванович (1921—1986) — старший лейтенант, командир стрелкового батальона, Герой Советского Союза (1944). Отличился в боях за форсирование Днепра.[7]